# آمال فريد
آمال فريد (12 فبراير 1938 - 19 يونيو 2018)، ممثلة مصرية.

## عن حياتها
ولدت بالعباسية، وقد اعتزلت التمثيل عام 1969، وهي حاصلة على ليسانس آداب قسم اجتماع. بدايتها كبطولة مع الفنان عبد الحليم حافظ وكانت قد دخلت الفن عن طريق مسابقة في مجلة الجيل، وقد رشحها للعمل في الفن مصطفى أمين وأنيس منصور، واكتشفها رمسيس نجيب.
أول عمل لها كان أمام الفنانة فاتن حمامة في فيلم موعد مع السعادة، ثم انطلقت بعد ذلك في السينما لتقوم بالبطولة أمام عبد الحليم حافظ في فيلم ليالي الحب عام 1955 وكان عمرها آنذاك سبع عشر سنة. كما قامت بالبطولة أمام صلاح ذو الفقار في فيلم نساء محرمات عام 1959.
اعتزلت الفن في أواخر الستينيات بعد أن تزوجت من مهندس مصري كان يقيم في موسكو، فعاشت معه هناك، ثم عادت وعملت في فيلمين فقط، وقررت الاعتزال نهائيًّاً.

## وفاتها
في ساعة مبكرة من صباح الثلاثاء 19 يونيو أعلن المتحدث الرسمي لوزارة الصحة والسكان د.خالد مجاهد، وفاة الفنانة آمال فريد في مستشفى شبرا العام.
وأضاف مجاهد أن الفنانة دخلت العناية المركزة لمستشفى شبرًا العام، مساء أمس، بعد تعرضها لأزمة صحية، وتلقت الرعاية اللازمة، إلى أنه حان قدرها وتوفيت فجر اليوم.
كانت الفنانة آمال فريد، 80 عامًا، قد نقلت إلى مستشفى شبرا العام، في ساعة متأخرة من الليل، بناءً على طلب الدكتورة غادة وإلى وزيرة التضامن.
واقترحت وزارة التضامن أن تعالج في مستشفى شبرا العام على حساب الدولة، وتابع الدكتور أشرف زكي نقيب الممثلين حالتها بصفة مستمرة إلى أن وفاتها المنية .

## أفلامها
- 1954: موعد مع السعادة
- 1955: ليالي الحب
- 1956: شياطين الجو
- 1956: بنات اليوم
- 1957: صراع مع الحياة
- 1957: إسماعيل يس في جنينة الحيوانات
- 1958: ماليش غيرك
- 1958: امسك حرامي
- 1958: امرأة في الطريق،
- 1958: الشيطانة الصغيرة
- 1959: نساء محرمات
- 1959: من أجل امرأة
- 1959: حماتي ملاك
- 1959: أم رتيبة
- 1959: إسماعيل يس في الطيران
- 1959: إحنا التلامذة
- 1959: أبو أحمد
- 1960: وداعا يا حب
- 1960: بنات بحري
- 1960: بداية ونهاية
- 1961: أنا وبناتي
- 1961: التلميذة
- 1964: حكاية جواز
- 1964: الابن المفقود
- 1965: سكون العاصفة
- 1965: ذكريات التلمذة
- 1965: جدعان حارتنا
- 1965: 6 بنات وعريس
- 1968: جزيرة العشاق

## روابط خارجية
- آمال فريد على موقع أرشيف الشارخ.
- آمال فريد على موقع الدهليز
- آمال فريد على موقع قاعدة بيانات الأفلام العربية
- آمال فريد على موقع ليتربوكسد (الإنجليزية)